# Àrreu
Àrreu es una localidad española del Pirineo catalán, perteneciente al municipio de Alto Aneu, en el Pallars Sobirá, en la provincia de Lérida.

## Demografía
A fechas de 2010 y según el INE, Àrreu cuenta con 4 habitantes, de los cuales uno es varón y tres son mujeres.

## Topónimo
Joan Corominas sostuvo que deriva de la voz vasca arro: "yermo".

## Monumentos
Fue independiente hasta el año 1846. En la localidad se destacan diversos monumentos.
- Castillo de Àrreu: Quedan apenas los restos.[2]
- Iglesia románica de San Serni.
- La Capilla de la Virgen de las Nieves, que data del siglo XII.